# Hourglass Lake
Der Hourglass Lake (englisch für Stundenglassee) ist ein kleiner Schmelzwassersee im ostantarktischen Viktorialand. Er liegt im Barwick Valley auf halbem Weg zwischen dem Webb Lake und Lake Vashka.
Seinen deskriptiven Namen erhielt der See 1964 durch den US-amerikanischen Geologen Parker Emerson Calkin (1933–2017) in Anlehnung an seine Uferform.